# Elżbieta Ficowska

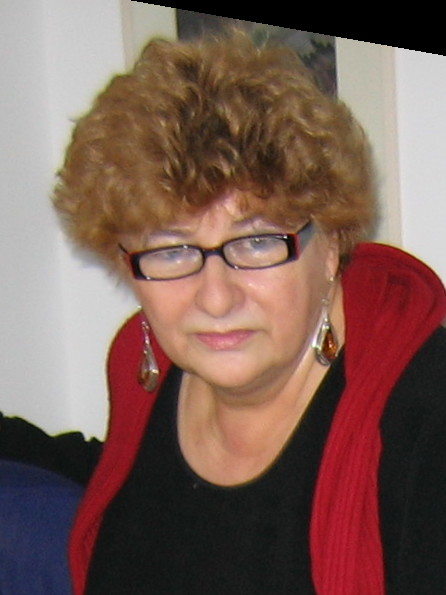
Elżbieta Ficowska

Elżbieta Ficowska (geb. 5. Januar 1942 als Elzunia Koller in Warschau) ist eine polnische Schriftstellerin, Bürgerrechtlerin und Überlebende des Holocaust.

## Leben
Ficowska wurde im Warschauer Ghetto geboren. Sie war erst sechs Monate alt, als sie, versteckt in einer kleinen Holzkiste, aus dem Ghetto geschmuggelt werden konnte. Ihre jüdischen Eltern wurden während des Holocaust ermordet, und sie wurde von der polnischen Hebamme Stanisława Bussold adoptiert. Ficowska studierte Psychologie und Pädagogik und war später als Kinderbuchautorin und in der Bürgerrechtsbewegung während der kommunistischen Herrschaft in Polen aktiv. Sie war mit dem Dichter Jerzy Ficowski verheiratet und lebt in Warschau.

## Wirken
Ficowska wurde in Polen als Autorin von Hörspielen für Kinder, Schlagertexten und Theaterstücken bekannt. Sie spielte auch eine wichtige Rolle in der polnischen Bürgerrechtsbewegung und arbeitete eng mit dem Dissidenten Jacek Kuroń zusammen. Bei der Premiere des Musicals Irena im Berliner Admiralspalast, welches die Rettung jüdischer Kinder aus dem Warschauer Ghetto thematisiert, trat sie im Jahr 2024 auf der Bühne auf. Für ihr Lebenswerk und ihren Einsatz in der Bürgerrechtsbewegung wurde sie mit dem Offizierskreuz des Ordens Polonia Restituta ausgezeichnet. Ihr Leben und Wirken ist Thema des biografischen Romans Bieta von Cezary Harasimowicz.